# Planaltino
Planaltino là một đô thị thuộc bang Bahia, Brasil. Đô thị này có diện tích 938,104 km², dân số năm 2007 là 6235 người, mật độ 6,6 người/km².